# Martínez (Buenos Aires)
Martínez es una localidad argentina situada en el partido de San Isidro, perteneciente zona norte del área metropolitana de Buenos Aires. Está ubicada a 7 kilómetros al norte del acceso más cercano a la Ciudad Autónoma de Buenos Aires.
Sus límites son: al noreste el Río de la Plata, al sur la Avenida Paraná, que la separa del partido de Vicente López; al sudoeste la Avenida Fondo de la Legua, que la separa de la localidad de Villa Adelina, al norte la calle General Pueyrredón y Av. Santa Fe, que la separa de la localidad de Acassuso y la avenida Unidad Nacional, que la separa de la localidad de San Isidro, cabecera del partido.
Algunos de los barrios no oficiales que lo integran son Martínez Este, Martínez Oeste, Martínez Centro, Bajo de Martínez, Lomas de Martínez, Martínez Hollywood, etc. [cita requerida]
De acuerdo con el censo del INDEC, en 2001 contaba con 65.859 habitantes, con lo que se ubica como la segunda localidad del partido.

## Toponimia
El nombre de la localidad recuerda al vecino Ladislao Martínez, propietario de las tierras que vendió a la empresa Ferrocarril del Norte de Buenos Aires en 1864 para la instalación de una estación de pasajeros (que aún permanece) inaugurada en 1871.[cita requerida]

## Historia
El 24 de octubre de 1580, poco después de la segunda fundación de la ciudad de Buenos Aires, Juan de Garay hizo el reparto de 65 suertes (parcelas) en la ribera norte. Cinco de ellas (de la suerte 47 a la 51) se encontraban en la actual ubicación de Martínez. Las mismas fueron adjudicadas a Andrés Mendes, Estevan Ruiz de Ocaña, Miguel Navarro, Sebastián de Hernández y Juan de España respectivamente. En los siglos siguientes se fueron instalando diferentes granjas y quintas que pasarían a pertenecer al primitivo pueblo de San Isidro Labrador. 
En 1871 se inauguró la estación ferroviaria Martínez del tren de la Línea Mitre (ramal Retiro-Tigre). Este hecho le daría un fuerte impulso al desarrollo y poblamiento de la localidad. El ferrocarril pasó al servicio eléctrico mediante tercer riel en 1922.
En 1906 se fundó el Club Social y Deportivo 25 de Mayo. En 1933 se instalaron en Martínez los estudios de filmación Argentina Sono Film, que produjeron la mayoría de los primeros largometrajes argentinos. El 7 de febrero de 1935, en la esquina de las calles Vélez Sarsfield y Carlos Pellegrini, se fundó la sede Martínez del Club Vélez Sarsfield. En 1945 se fundó la Alianza Francesa de Martínez, ubicada en la calle Pedro Goyena. En 1966 el Banco Nacional de Desarrollo concedió en comodato al Club Banade el predio de cinco hectáreas ubicado en la calle Hipólito Yrigoyen 1290, que ocuparan anteriormente los estudios de cine Emelco. El 18 de noviembre de 1981 Martínez fue declarada ciudad por la junta militar. En 1988 se inauguró el Unicenter Shopping, el centro comercial más importante de la República Argentina. Tiene una superficie total de 220.000 m² y cuenta con más de 300 locales. Su patio de comidas tiene capacidad para 1800 personas y cuenta con 14 salas de cine. Según datos provistos por la propia empresa, circulan cada mes por Unicenter Shopping tres millones de personas. En 1993 se inauguró el telepuerto satelital. 
En el año 2005 la Municipalidad de San Isidro desarrolló junto a la comuna de Vicente López un túnel en la Avenida Paraná bajo las vías del ferrocarril de la línea Mitre, que permitió descomprimir el tránsito en la zona. Luego emprendió las obras de los ya terminados túneles de Pueyrredón y Güemes (2010), beneficiando la circulación vehicular.
En los últimos años se ha dado una explosión de construcción de oficinas en la Panamericana a la que se le sumó el corredor de Avenida del Libertador, donde los complejos de oficinas ubicados sobre este eje tienen una vista privilegiada al río y a la ciudad. Otra zona de construcción de oficinas es Thames, cerca del Hipódromo de San Isidro, un cúmulo de agencias de publicidad, diseño y productoras definen un área creativa. Estudios de diseño, arquitectura y publicidad que ocupan una unidad de parcela a lo largo del eje Dardo Rocha–Panamericana.
Hasta el año 2022 inclusive, funcionó sobre la calle Vélez Sarfield el mítico Fortín de Martínez. Donde se realizaron anecdóticas fiestas y shows, con presentaciones de bandas de rock local tales como Formosa, Araucaria, Jamona y la Cookie Monster.

## Deportes
- Club Vélez Sarsfield de Martínez
- Campo de Deportes N.º 4
- Club Banade
- Club Social y Deportivo 25 de Mayo
- Club "Pringles"
- Club "Estrella"
- Club "U.V.A.M"
- Club Atlético Pinito
- Club "La Amistad"
- Club "El Plata Tenis Club"

- Club Sociedad de Fomento Villa Primavera

## Parroquias de la Iglesia católica en Martínez
Martínez pertenece a la diócesis de San Isidro. Las siguientes parroquias se encuentran en la ciudad:
- María de Caná
- Nuestra Señora de Fátima
- Resurrección del Señor
- Santa Teresita del Niño Jesús
- Santa María de la Lucila
- Fortín de Martínez